# Cho-Liang Lin
Cho-Liang Lin (Lin Cho-liang, 林昭亮, (ZH); Hsinchu, 29 gennaio 1960) è un violinista taiwanese naturalizzato statunitense, rinomato per le sue apparizioni come solista con le maggiori orchestre. "Musical America" lo ha nominato suo "strumentista dell'anno" nel 2000. Ha fondato il Taipei International Music Festival nel 1997, il più grande festival di musica classica nella storia di Taiwan, eseguendo davanti a un pubblico al coperto di oltre 53000 persone.

## Biografia
Cho-Liang Lin è un violinista la cui carriera ha attraversato il mondo per 27 anni. Nacque nel 1960 da una famiglia Hakka di Hsinchu, poi una tranquilla città universitaria 70 km (43 mi) a sud di Taipei, un centro di ricerca dove suo padre lavorava come fisico nucleare. Iniziò a suonare il violino all'età di cinque anni. Riconoscendo che aveva bisogno di proseguire i suoi studi di violino all'estero, partì per l'Australia da solo quando aveva appena 12 anni, trascorrendo tre anni a Sydney. La sua tecnica dominante e la precoce abilità lo portarono alla Juilliard School, dove studiò con l'eminente Dorothy DeLay, docente di diversi solisti del calibro di Itzhak Perlman, Gil Shaham, Midori Goto, ed altri. Fece il suo debutto pubblico a New York all'età di 19 anni, con l'esecuzione del Concerto per violino e orchestra n. 3 di Mozart alla Avery Fisher Hall.
Dal suo debutto al Mostly Mozart Festival del Lincoln Center, all'età di diciannove anni, si è esibito con le principali orchestre del mondo, tra cui la Boston Symphony Orchestra, l'Orchestra di Cleveland, Royal Concertgebouw Orchestra, London Symphony Orchestra, Philadelphia Orchestra e la New York Philharmonic . Ha più di venti incisioni al suo attivo, che vanno dai concerti di Mozart, Mendelssohn, Sibelius, e Prokofiev, fino a Christopher Rouse e Tan Dun, così come la musica da camera di Schubert, Brahms, Tchaikovsky e Ravel. I suoi partner di registrazione includono Yefim Bronfman, Yo-Yo Ma, Wynton Marsalis, Esa-Pekka Salonen, Leonard Slatkin, Michael Tilson Thomas, Isaac Stern e Helen Huang. Le sue registrazioni sono state acclamate dalla critica, vincendo diverse nomination ai Grammy e Record of the Year della Gramophone. È stato un membro di facoltà della Juilliard School dal 1991 e, nel 2006, ha anche iniziato ad insegnare alla Rice University. Lin è attualmente il direttore musicale del SummerFest di La Jolla in California dal 2001 e direttore musicale del Festival Internazionale di Musica da Camera di Hong Kong a partire dal 2011.
Appassionato musicista da camera, Lin appare al Festival di Musica di Pechino, così come con le sue perenni apparizioni si esibisce alla Chamber Music Society del Lincoln Center, Aspen Music Festival, e Santa Fe Chamber Music Festival. È anche presente nel film "4" come violino principale nell'Autunno di Vivaldi in uno dei Quattro Quartetti delle Quattro Stagioni.
Suona uno Stradivari "Tiziano"  del 1715.